# Mechakko Dotakon
Dotakon (яп. めちゃっこドタコン Мэтякко Дотакон) — манга, автором которой является Хосукэ Фукути. Публиковалась в журнале Manga Sunday с 1968 года. По мотивам манги студией Kokusai Eigasha был выпущен аниме-сериал, который транслировался с 4 апреля по 10 октября 1981 года. Всего выпущено 28 серий аниме. Сериал также транслировался на территории Италии с итальянским дубляжом.

## Сюжет
Митиру Дан, родом из богатой семьи вопреки желанию своей семьи, проводит большую часть своего времени, изобретая новые устройства в собственной лаборатории. Так она создаёт мальчика-робота Дотакона, внешне похожего на ребёнка а позже и «младшую сестру» для него — Тёпико, чья голова на половину закрыта шапкой, похожей на яичную скорлупу. Митиру, Дотакона и Тёпико ждут новые и забавные приключения.

## Роли озвучивали
- Кадзуко Сугияма — Дотакон
- Фуюми Сирайси — Тёбико Дан
- Сэйко Накано — Митиру Дан
- Синго Канэмото — Капонэ Горилла
- Канэто Сиодзава — Пэро